# Тарумовський район
Тарумовський район — муніципальний район республіки Дагестан, другий за площею після Ногайського району.
Адміністративний центр — село Тарумовка.

## Географія
Район розташований на півночі Республіки Дагестан, в межах Прикаспійської низовини, що лежить нижче рівня Світового океану. На півночі району протікає річка Кума, по якій проходить кордон Дагестану з Калмицькою республікою. Зі сходу район омивається водами Каспійського моря. На заході розташований Ногайський район, на півдні — Кізлярський район, а на південному заході розташована ділянка кордону з Чеченською республікою. Площа території — 3020 км².
По території району протікає річка Прорва, яка є крайнім лівим рукавом річки Терек, утворюючим його дельту.
Тарумовка — традиційний райцентр. Це велике село, в основному одноповерхове, з магазинами та адміністративними будівлями в центрі. Поруч стоїть православна церква.
Територія Тарумовского району (сам район утворений в 1946 році) в різні періоди радянської історії входив до складу то Дагестанської АРСР, то Ставропольського краю, то Грозненської області. У 1957 році район знову став частиною Дагестану. До початку 1990-х років більшу частину населення тут становили росіяни і козаки, тепер же їх близько 25 відсотків. Дуже мало молоді — майже всі, закінчивши школу, їдуть вчитися до Москви, Ставрополя, Саратова, Ростов-на-Дону і там залишаються.

## Історія
Дата утворення Тарумовском району — 6 жовтня 1946 року. Район утворений з частини Кізлярського району Грозненської області. У 1957 р після відновлення ЧІАРСР район переданий ДАССР.

## Населення
Населення району — 32 202 чоловік.
Національний склад
Один з районів компактного проживання росіян в Дагестані. В районі проживають росіяни і терські козаки (складаючи більшість у селі Коктюбе), вірмени (більшість складають в селі Карабагли), даргинці, ногайці (більшість складають в селі Новодмитрівка), аварці, лакці та ін.
Частка росіян і терських козаків в районі скоротилася з 68,7 % (16 519 жителів) в 1959 році до 19,56 % (6197 жителів) в 2010 році.
Національний склад населення за даними Всеросійського перепису населення
 2010: 
| Народ         | Чисельність, чол. | Частка від усього населення,% |
| ------------- | ----------------- | ----------------------------- |
| Аварці        | 11329             | 35,76 %                       |
| Даргинці      | 7448              | 23,51 %                       |
| Росіяни       | 6197              | 19,56 %                       |
| Ногайці       | 2689              | 8,49 %                        |
| Лезгини       | 1220              | 3,85 %                        |
| Лакці         | 523               | 1,65 %                        |
| Кумики        | 476               | 1,50 %                        |
| Вірмени       | 392               | 1,24 %                        |
| Азербайджанці | 225               | 0,71 %                        |
| Табасарани    | 212               | 0,67 %                        |
| Чеченці       | 151               | 0,48 %                        |
| Казахи        | 144               | 0,45 %                        |
| Агули         | 134               | 0,42 %                        |
| Інші          | 474               | 1,50 %                        |
| Не вказали    | 69                | 0,22 %                        |
| Усього        | 31683             | 100,00 %                      |